# Исчезновение тургруппы Клочкова
Исчезновение группы Клочко́ва — событие, произошедшее летом 1989 года на Памире и приведшее к исчезновению (и, вероятно, к гибели) шести советских горных туристов (четверых мужчин, двух женщин).

## Известный маршрут группы
14 июля группа достигла высокогорного посёлка Мук и оставила невдалеке от него заброску с продуктами, которую поисковики обнаружили спустя месяц, 15 августа.
18 июля группа достигла перевала Рыжий, где оставила записку, позже также обнаруженную.
Также были найдены следы, однако не может быть полной уверенности, что они принадлежали пропавшей группе.
В любом случае следы вскоре оборвались.

## Предполагаемая причина исчезновения
Наиболее вероятно, что авария и гибель участников группы произошли на перевале Хадырша, одноимённом леднике, либо леднике Томаша или в их окрестностях, среди ущелий. След крупного ледового обвала был найден на леднике Вера, но раскопки в высокогорной местности были невозможны, и находятся ли под обвалом тела, неизвестно по сей день. Все поиски членов группы были безуспешными. Спустя более чем тридцать лет нет никакой информации об их местонахождении.

## Пропавшие без вести
- Пётр Клочков (руководитель)
- Евгений Вол
- Ирина Лебедева
- Леонид Локшин
- Ростислав и Ольга Хрустовские (супруги)